# Johann Erich Thunmann
Johann Erich Thunmann (né le 23 août 1746 et mort le 17 décembre 1778) était un linguiste, historien et théologien suédois né à Toresund, en Sudermanie. Il a étudié à Strängnäs, à Uppsala, puis hors de la Suède à Greifswald.
Thunmann a aussi enseigné la philosophie à l'université Martin-Luther de Halle-Wittenberg.